# Іон-Гіка
Іон-Гіка (рум. Ion Ghica) — село у повіті Яломіца в Румунії. Входить до складу комуни Чулніца.
Село розташоване на відстані 96 км на схід від Бухареста, 5 км на південний захід від Слобозії, 113 км на захід від Констанци, 114 км на південний захід від Галаца.

## Населення
За даними перепису населення 2002 року у селі проживали 387 осіб, усі — румуни. Усі жителі села рідною мовою назвали румунську.